# TB-001 (航空機)
TB-001
双尾蝎
2024年7月に撮影された機体
- 用途：偵察・攻撃型無人航空機
- 設計者：
  - 四川騰盾科技
- 製造者：不明
- 運用者
  -  中国人民解放軍
- 運用状況：現役

TB-001は、中華人民共和国の四川腾盾科技（英語：Sichuan Tengden Technology）が開発した偵察・攻撃型無人航空機。BZK-005同様の双胴機で、2基のプロペラで推進するが、3基・4基装備した派生型もある。

## 概要

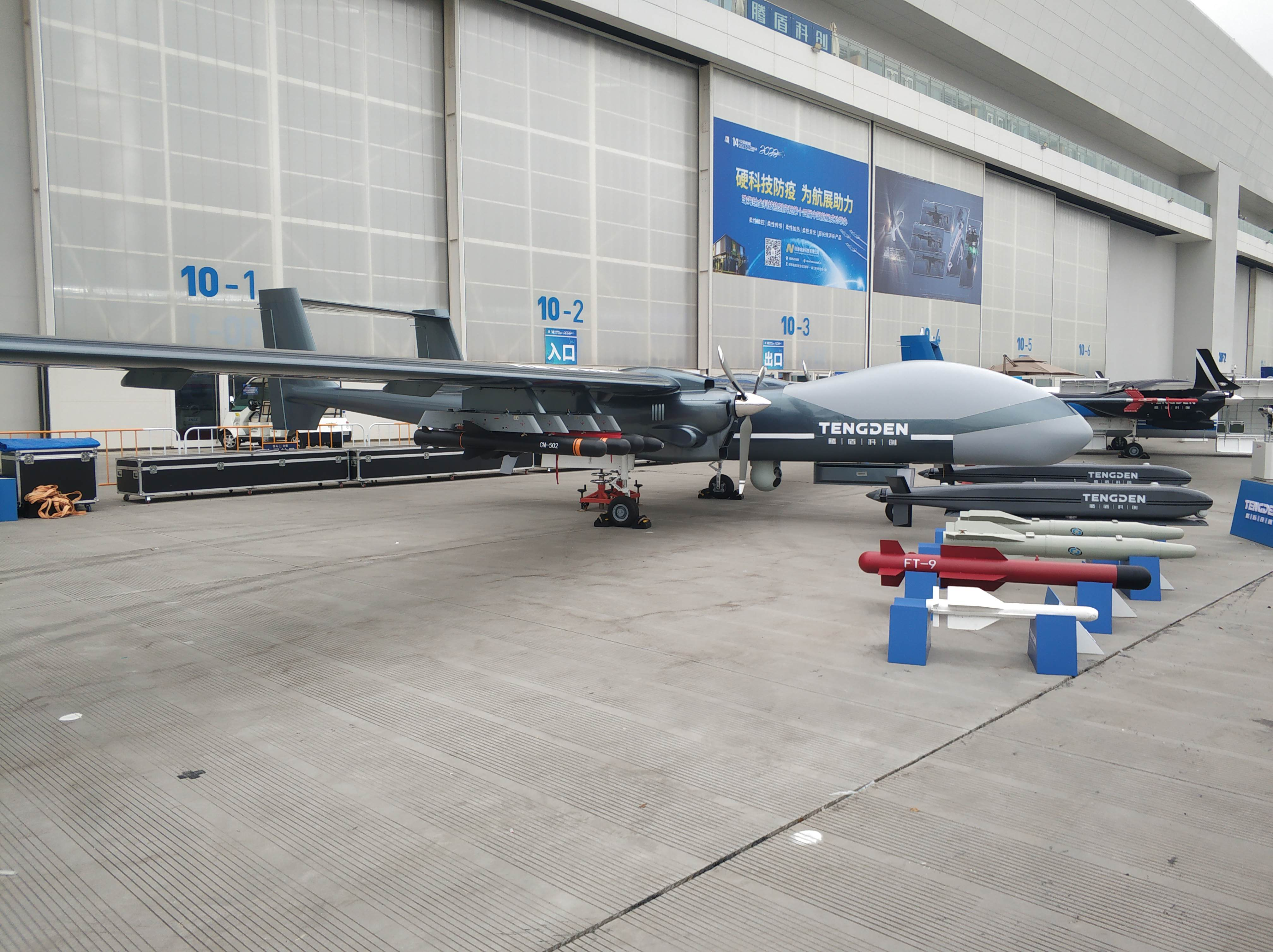
珠海航空ショーで展示されたTB-001（2022年）

機体サイズは全長10メートル、翼幅20メートルで、航続距離は6000キロメートル、飛行高度は8000メートル。最大離陸重量は2.8トン、ペイロードは1トンで、誘導爆弾やミサイルを搭載可能。
中国国内では双尾蝎（そうびかつ）と呼ばれ、TW328 (TW-328A)と称されることもある。

## 運用
中国人民解放軍が運用しているとみられるほか、2021年にサウジアラビア軍が購入契約を結んだ。
2022年7月25日には、宮古海峡上空を抜けて太平洋に出て、台湾東方を南下してバシー海峡方面に向かい、日本の航空自衛隊戦闘機がスクランブルして警戒した。
前年の2021年8月24日から26日にかけて、Y-9情報収集機・哨戒機各1機とともに宮古海峡から太平洋に出て戻る活動が確認され、空自は戦闘機をスクランブルさせて対応した
。
2022年8月4日に福建省沿岸から発射され、台湾上空を飛行して日本の排他的経済水域に着弾した弾道ミサイルの誘導に、TB-001が関与していた可能性が指摘されている。
2023年4月28日には台湾を半周する経路での飛行が確認された。この時、同機が経由した台湾東部の沖合では、直近まで空母「山東」が訓練を行っていた。そのため、国家政策研究基金会の掲仲・副研究員は「空母と連動している可能性がある」と分析している。

## 派生型
- TB-001 - 基本型。ハードポイントを8カ所備える双発機[11]。
- TB-001A - ハードポイントが12カ所に増加。また、後部にエンジンが1基追加されたほか、翼端にウイングレットも追加されている[11][12][5]。
- TB-001D（TB0D） - 貨物型。4基のエンジンを搭載している[13]。

## 仕様
出典: 

### 一般的な特徴
- 全長:10メートル (33 ft)
- 翼幅:20メートル (66 ft)
- 全高:3.3メートル (11 ft)
- 最大離陸重量

TB-001: 2,800キログラム (6,200 lb)
TB-001A: 3,100キログラム (6,800 lb)
TB-001D: 4,350キログラム (9,590 lb)
- ペイロード

TB-001: 1,200キログラム (2,600 lb)
TB-001A: 1,500キログラム (3,300 lb)
TB-001D: 1,500キログラム (3,300 lb)

### パフォーマンス
- 航続距離: 6,000キロメートル (3,700 mi)
- 航続時間:1,000kgのペイロードで35時間
- 実用上昇限度

TB-001: 8,000メートル (26,000 ft)
TB-001A: 9,500メートル (31,200 ft)

### 武装
- ハードポイント8箇所（TB-001）、12箇所（TB-001A）
- 搭載例
  - 250kgレーザー誘導爆弾、FT-7滑空爆弾、FT-9誘導爆弾
  - AR-4空対地ミサイル、AR-3巡航ミサイル、FT-8D、FT-10空対地ミサイル

### アビオニクス
- 見通し線で地上司令部との通信距離280km、衛星通信データリンクとの通信距離3,000km。